# Cephalaria amana
Cephalaria amana är en tvåhjärtbladig växtart som beskrevs av Karl Heinz Rechinger. Cephalaria amana ingår i släktet jätteväddar, och familjen Dipsacaceae. Inga underarter finns listade i Catalogue of Life.